# 鈴木環那
鈴木 環那（すずき かんな、1987年11月5日 - ）は、日本将棋連盟所属の女流棋士。原田泰夫九段門下。女流棋士番号は29（2011年3月31日までの旧番号は旧53）。千葉県富津市出身。島朗九段は継父（実母の再婚相手、後述）。

## 棋歴
1997年10月に女流育成会に入会。その後、Aクラスにおいて指し分けに近い成績で何期か足踏みした後、2002年度前期で2位以下に大差をつける12勝3敗の成績で1位となり、14歳で女流プロ棋士となる。
2008年1月16日、第1期マイナビ女子オープン2回戦で、斎田晴子（前年度倉敷藤花）を破ってベスト4に進出。自身初の本戦シード権を獲得したが、準決勝（2008年2月7日）で鈴木と初手合の矢内理絵子女流名人（当時）に敗れ、決勝五番勝負には進出できなかった。3月10日には、第30期女流王将戦準決勝で岩根忍を破って挑戦者決定戦に進出したが、挑戦者決定戦（2008年4月9日）で再度矢内に敗れた。なお、矢内とのこの2局は相矢倉の将棋となり、鈴木の36手目までは全く同じ手順であった。
2008年2月29日、第19期女流王位戦の予選決勝で中井広恵（クイーン名人）を破り初の挑戦者決定リーグ入り。なお、2007年度は以上のような活躍で、対局数不足で公式記録ではないものの、勝率は全女流棋士中1位（0.8333、15勝3敗）となった。
第35期女流名人位戦では、2008年3月に行われた予選を勝ち抜き4期ぶりにB級リーグ入りしたが、リーグでは4勝5敗の成績ながらも陥落した。
第6期マイナビ女子オープンで快進撃を続け、挑戦者決定戦まで進んだが、2013年3月4日、里見香奈に敗れ、タイトル戦初出場はならなかった。
2017年の第3回女子将棋YAMADAチャレンジ杯では、最後の出場機会ながら決勝まで勝ち上がるものの、決勝で石本さくらに敗れて自身の公式戦初優勝はならず、準優勝。
2021年の第3期大成建設杯清麗戦では2回戦で野原未蘭に敗れるも、2回戦敗者再挑戦トーナメントを勝ち抜き本戦入り。
本戦準決勝で中井広恵に勝利し8年ぶりに挑戦者決定戦に進出するも、加藤桃子に敗れタイトル戦出場を逃した。
2021年から新設されたヒューリック杯白玲戦・女流順位戦の第1期順位決定リーグ戦でG組2位となり、その後各組同順位者が出場する順位決定トーナメント(9～16位)において優勝。
第2期女流順位戦でのA級入りを決めた。

## 人物
- 原田泰夫一門最後の門下生。週末には原田邸に通い、1日に先後3局ずつ指し指導を受けた[6]。
- 将棋指しになったのは、プロになりたかった実父の影響で小学校3年生の終わり頃から始めた。27歳の時に実父が他界したことを「いちばん苦しかった時期」と語っている[7] 。
- 居飛車党で、相居飛車では雁木・矢倉、対抗型では居飛車穴熊といった戦法を得意とする。師匠の原田への憧れから、正統派の居飛車党になりたいと思ったという[6]。

- 2008年、中戸賞奨励賞（第30期女流王将戦での活躍）[8][9]
- 2011年10月1日、日本将棋連盟東北統括副本部長(東北普及部長)に就任。
- 2012年3月、島朗九段と、やまがた特命観光・つや姫大使に就任。任期は三年[10]。また、あったかふくしま観光交流大使にも就任している[10]。
- 2014年度より2年間、NHK杯テレビ将棋トーナメントの棋譜読み上げを担当し、2022年度より司会に就任した。
- テレビ中継で聞き手を多く務めることからアナウンススクールに通った経験があり[11]、司会経験も多い。モットーは対局と普及の両立[12]。AbemaTVトーナメント中継では事前にストップウォッチで秒数を計りトークの長さを決めていた[11]。また英語も堪能である[7]。（2019年9月、アメリカ合衆国に短期留学[13]。）
- 2020年よりYouTubeでの活動にも力を入れている。『森内俊之の森内チャンネル』では番組アシスタントを務めており、チャンネル内では『鈴木環那　タイトル戦への道』と題した鈴木メインの企画も行われている。また、2021年4月には室谷由紀とともに『むろかんなチャンネル』を開設し、将棋ウォーズ実況やトーク・他YouTuberとのコラボ[注 2]等幅広い活動を行っている。
- 2020年8月、『森内俊之の森内チャンネル』にて、2年ほど前に母が島朗と再婚して島が義父になったことを発表。島には小学生の頃から世話になっており、師匠のような存在だったという[14]。

## 昇段・昇級履歴
- 1997年10月00日：女流育成会入会
- 2002年10月01日：女流2級 [15]
- 2004年04月01日：女流1級（女流名人位戦B級リーグ入り〈第31期〉）[16]
- 2006年04月01日：女流初段（女流王将戦ベスト4入り〈第28期〉）[17]
- 2011年05月10日：女流二段（勝数規定／女流初段昇段後60勝）[18][19]
- 2020年09月22日：女流三段（勝数規定／女流二段昇段後90勝）[20]

## 主な成績
女流公式棋戦の戦績
- 2008年 第30期ウエルネス都城霧島杯＆中戸賞 女流王将戦 挑戦者決定戦進出
- 2013年 第6期マイナビ女子オープン 挑戦者決定戦進出
- 2017年 第3回女子将棋YAMADAチャレンジ杯 準優勝
- 2021年 第3期大成建設杯清麗戦　挑戦者決定戦進出

### 棋戦優勝
非公式戦優勝
- 白瀧あゆみ杯争奪戦 準優勝：第2回(＝2007年）
- 世田谷花みず木女流オープン戦 優勝2回：第5回(＝2012年)、第6回

### 年度別成績
女流公式棋戦
- 2024年度
  - 年度成績 36局 18勝18敗（勝率0.5000）[21]
  - 通算成績 476局 263勝213敗（勝率0.5525）〈2025年3月31日対局分まで〉[22]

公式棋戦（「男性棋戦」）
- 2024年度
  - 年度成績 0局 -勝-敗（勝率 -.----）
  - 通算成績 5局 0勝5敗（勝率0.0000）〈2025年3月31日対局分まで〉[22]

### 表彰
- 2008年 中戸賞奨励賞（第30期女流王将戦における抜群の活躍により[23])

## 主なテレビ出演
- 2005年10月 - 2006年3月、NHK将棋講座「屋敷伸之の囲いの崩し方」でアシスタントを務めた。
- 2008年9月16日、NHK・BS2のBSマンガ夜話のハチワンダイバーの回にゲスト出演。
- 2009年1月より、スカパー!の囲碁・将棋チャンネルにて囲碁番組「ナオとカンナのおしえて♪13路」で生徒役として出演した（講師役は囲碁棋士の万波奈穂）。
- 2010年10月より、囲碁・将棋チャンネルにて「カンナのすぐ指せる将棋入門」が放送開始され講師役を務める。全13回の放送でアシスタントは鈴木真里。
- 2019年4月 - 9月、将棋フォーカス（NHK将棋講座）の聞き手を担当（講師：菅井竜也、以下将棋フォーカス#講師を参照）。
- 2022年4月よりNHK杯テレビ将棋トーナメントの司会を担当（中村桃子〈2023年度まで〉、室谷由紀〈2024年度から〉と交替出演）。